# 萍浏醴起义
萍瀏醴起義，又称丙午萍浏之役，是同盟会策动会党和矿工的武装起义。

## 背景
1905年湖南发生水灾，官僚豪绅乘机哄抬米价，饥民载道。1906年同盟会会员刘道一等从日本回到湖南联络会党，宣传同盟会纲领，确定了江西萍乡、湖南浏阳、醴陵三处同时发动起义，萍乡方面以安源煤矿矿工数千人为主力。

## 经过

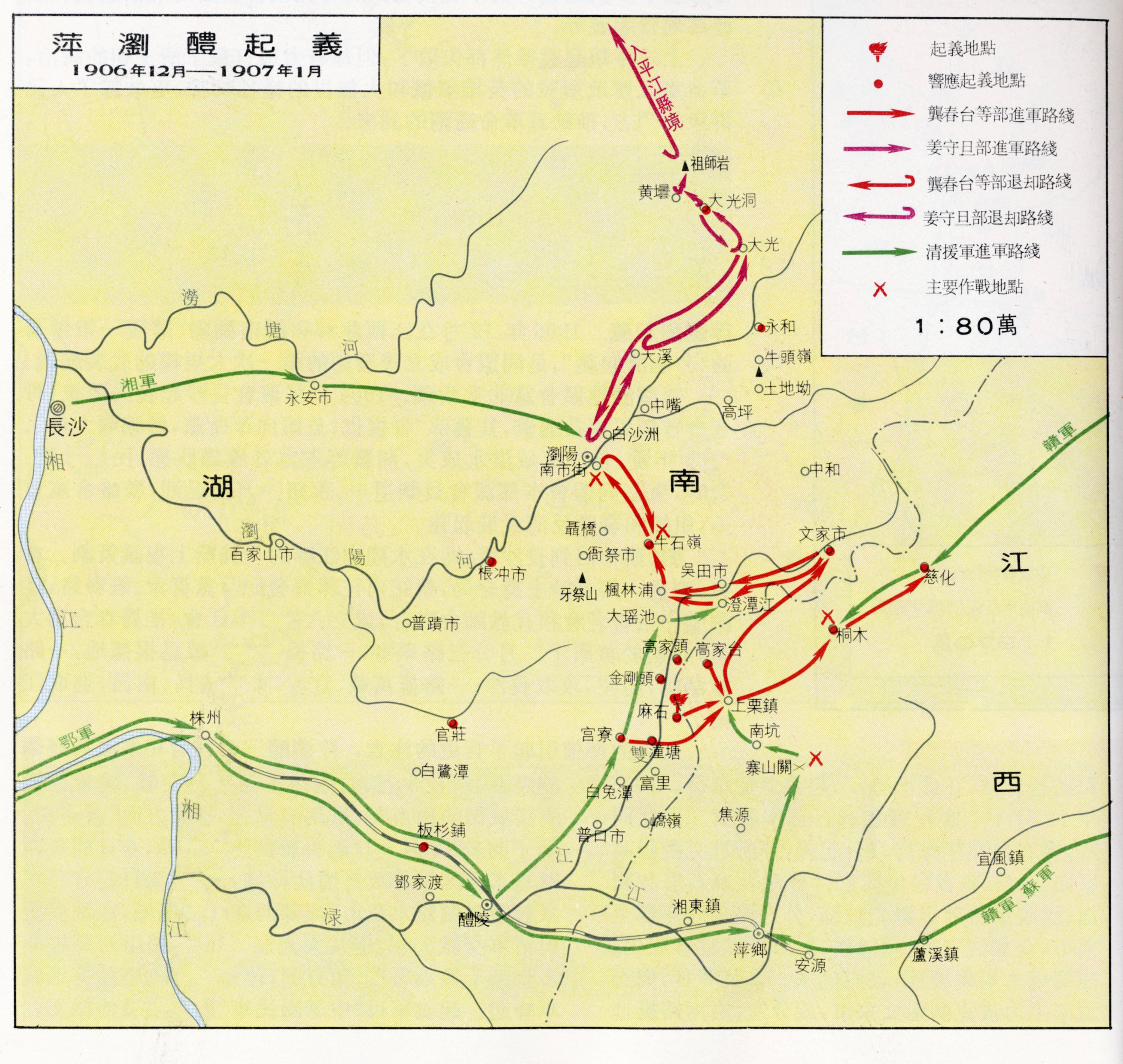
萍浏醴起义形势图

1906年12月4日，廖叔宝在麻石首举义旗。与此同时，龚春台在萍乡高家台起义，挥师进克浏阳高家头。6日，龚春台集高家台会众及麻石廖叔宝部、醴陵东路前军瞿光炆部，分三路攻占萍乡上栗市，全歼清守军。欧阳满、况厚维在宜春慈化、萍乡桐木举义响应，攻占桐木。12月8日，龚春台率主力攻克浏阳文家市，旋分左、右两路挺进浏阳县城，在牛石岭、南流桥与清军交战，义军直抵浏阳城南的南市街，重创清军。在浏醴方面，萧传湖、汤子明于12月5日起义于浏阳金刚头。6日醴陵西路军李香阁率部攻打醴陵县城，未克。7日姜守旦率众起义于浏阳永和市，挥师西进浏阳县城，在洗药桥与清军交战失利，退往大光洞。11日浏阳西乡枨冲市会众千余人举义。旬日间，萍乡、浏阳、醴陵等地义军蜂起。起义军以“中华国民军”的名义发布檄文，历数清政府罪状，宣称要“破除数千年之专制政体”，“建立共和民国”。
这次起义震动了清朝政府，急调湘鄂赣苏四省数万兵力进剿，12月10日，清军攻上栗，起义军鏖战半日，不敌，上栗失陷。12日，清军猛攻浏阳境内起义军，龚春台、蔡绍南战败。后龚潜往长沙，蔡被捕遇害。14日后，姜守旦部与清军交战数次，均失利，姜逃江西义宁。清军又大举清乡，捕杀革命党人和起义群众。12月下旬，刘道一在长沙被捕，就义于浏阳门外。至此，起义失败，烈士有名可考者225人。

## 意义
本次起义首次在中国打出“中华民国政府”和“国民军”的旗号，并出檄文讨伐清政府。
本次起义是同盟会会员在没有得到总部与孙中山的命令的情况下，自行决议发动的，无周密计划。但起义发动后，孙中山和黄兴极为重视，先后派人回国，动员军界人士以响应起义。